# Mokelembembe
Mokelembembe es una banda que mezcla reggae, rock, ska y swing -entre otros estilos- formada en Tarifa, Cádiz, en 2001. Está constituida por las voces de Tomás Castillo, Abraham Ruíz y Fernando Villareal, los guitarristas Jorge Ruíz y Rubén Trinidad, el bajista Glen Bennet, el baterista Julián Clavijo, el teclista Daniel Martínez y Miguel Guinea y Pierrot Thary a los instrumentos de viento.

## Historia
Mokelembembe se forma en 2001, año antes del boom de bandas lounge chill-out minimalista que invadiría Tarifa. En 2003 graban su primera maqueta titulada Mokelembembe, con gran recibimiento por parte del público. Tres años más tarde grabarían su segunda maqueta titulada Se están cargando mi pueblo, con cuatro temas. En abril de 2008 lanzan su primer álbum, Inestable, a través de Internet y en formato físico posteriormente.
La banda ha compartido escenario con artistas como Desmond Dekker, B. Hammond, Sargento García, Ojos de Brujo, Eskorzo, Los Delinqüentes, etc.

## Discografía
- Inestable (2008)